# Famila Basket Schio 2015-2016
Questa voce raccoglie le informazioni riguardanti la Famila Basket Schio nelle competizioni ufficiali della stagione 2015-2016.

## Stagione
La stagione 2015-2016 è la ventiquattresima consecutiva che la squadra scledense disputa in Serie A1.

## Verdetti stagionali
Competizioni nazionali
- Serie A1: (34 partite)

stagione regolare: 2º posto su 14 squadre (23-3);
play-off: Vincitrice contro Lucca (3-0).
- Coppa Italia: (2 partite)

finale persa contro Ragusa (67-70).
- Supercoppa italiana: (1 partita)

gara vinta il 27 settembre 2015 con Ragusa (83-54).
Competizioni europee
- EuroLega: (16 partite)

stagione regolare: 2º posto su 8 squadre nel gruppo A (10-4);
sconfitta ai quarti di finale da ZVVZ USK Praga (0-2).

## Roster
|    | Naz.                   | Ruolo | Sportivo            | Anno | Alt. |  |  |
| -- | ---------------------- | ----- | ------------------- | ---- | ---- |  |  |
| 4  | Francia (bandiera)     | C     | Isabelle Yacoubou   | 1986 | 190  |  |  |
| 5  | Italia (bandiera)      | P     | Giulia Gatti        | 1989 | 168  |  |  |
| 6  | Italia (bandiera)      | P     | Giorgia Sottana     | 1988 | 176  |  |  |
| 7  | Italia (bandiera)      | P     | Valeria Battisodo   | 1988 | 174  |  |  |
| 10 | Stati Uniti (bandiera) | GA    | Jolene Anderson     | 1986 | 173  |  |  |
| 11 | Italia (bandiera)      | GA    | Raffaella Masciadri | 1980 | 185  |  |  |
| 12 | Slovenia (bandiera)    | C     | Eva Lisec           | 1995 | 193  |  |  |
| 14 | Stati Uniti (bandiera) | AC    | Ashley Walker       | 1987 | 187  |  |  |
| 15 | Italia (bandiera)      | A     | Cecilia Zandalasini | 1996 | 189  |  |  |
| 22 | Italia (bandiera)      | C     | Kathrin Ress        | 1985 | 196  |  |  |
| 25 | Italia (bandiera)      | A     | Laura Macchi        | 1979 | 188  |  |  |
| 44 | Italia (bandiera)      | C     | Martina Bestagno    | 1990 | 189  |  |  |

## Mercato
Rinnovato il contratto con l'allenatore Miguel Mendéz, i trasferimenti delle giocatrici sono i seguenti:

### Sessione estiva
| Acquisti | Acquisti          | Acquisti      | Acquisti   |
| R.       | Nome              | da            | Modalità   |
| -------- | ----------------- | ------------- | ---------- |
| P        | Valeria Battisodo | Basket Parma  | definitivo |
| C        | Eva Lisec         | Athlete Celje | definitivo |
| AC       | Ashley Walker     | Eirene Ragusa | definitivo |
| C        | Martina Bestagno  | Vigarano      | definitivo |

| Cessioni | Cessioni        | Cessioni        | Cessioni       |
| R.       | Nome            | a               | Modalità       |
| -------- | --------------- | --------------- | -------------- |
| PG       | Katalin Honti   | Agü Spor        | fine contratto |
| G        | Laura Spreafico | Basket Parma    | fine contratto |
| C        | Iva Slišković   | Basket Landes   | fine contratto |
| C        | Chiney Ogwumike | Connecticut Sun | fine contratto |
| A        | Laura Reani     | Cest. Spezzina  | prestito       |

## Risultati

### Campionato

#### Girone di andata
| Arbitri: | Pasquale Pecorella (Trani) Achille Ascione (Caserta) Michela Padovano (Corato) |

|               |          |                |
| Gray 11       | Punti    | 18 Anderson    |
| Tagliamento 2 | Assist   | 4 Sottana      |
| Treffers 9    | Rimbalzi | 8 Walker, Ress |

| Arbitri: | Antonio Migotto (San Stino di Livenza) Francesco Meneghini (Thiene) Fabio Ferretti (Teramo) |

|                     |          |             |
| Bestagno, Walker 18 | Punti    | 20 Prahalis |
| Anderson 6          | Assist   | 3 Benić     |
| Lisec 9             | Rimbalzi | 6 Milić     |

| Arbitri: | Marco Pierantozzi (Ascoli Piceno) Angela Castiglione (Palermo) Alessio Dionisi (Fabriano) |

|            |          |            |
| Simmons 19 | Punti    | 16 Macchi  |
|            | Assist   | 3 Sottana  |
| Tikvić 6   | Rimbalzi | 9 Yacoubou |

| Arbitri: | Stefano Ursi (Livorno) Angelo Bramante (San Martino Buon Albergo) Damiano Capozziello (Brindisi) |

|                    |          |                  |
| Anderson 19        | Punti    | 12 Burdick       |
| Battisodo 5        | Assist   | 4 Fassina, Quinn |
| Bestagno, Walker 7 | Rimbalzi | 10 Petronytė     |

| Arbitri: | Gianfranco Ciaglia (Caserta) Valentina Nioi (Cagliari) Mauro Belfiore (Napoli) |

|             |          |              |
| Anderson 23 | Punti    | 27 Christmas |
| Battisodo 4 | Assist   | 5 Fontenette |
| Walker 17   | Rimbalzi | 12 Růžičková |

| Arbitri: | Alessandro Saraceni (Zola Predosa) Veronica Restuccia (Bologna) Daniele Alfio Foti (Milano) |

|                         |          |             |
| Anderson 25             | Punti    | 15 Yacoubou |
| Puliti, Quarta, Smith 4 | Assist   | 3 Battisodo |
| Anderson, Smith 7       | Rimbalzi | 10 Anderson |

| Arbitri: | Alex D'Amato (Roma) Daniela Bellamio (Latina) Valerio Salustri (Roma) |

|             |          |                          |
| Anderson 26 | Punti    | 18 Mandache              |
| Walker 5    | Assist   | 3 Arturi, Bonomi, Ercoli |
| Anderson 13 | Rimbalzi | 3 Arturi                 |

| Arbitri: | Andrea Bongiorni (Pisa) Silvia Marziali (Roma) Diletta Bandinelli (Murlo) |

|           |          |             |
| D'Alie 12 | Punti    | 19 Yacoubou |
|           | Assist   | 4 Sottana   |
| Orrange 9 | Rimbalzi | 16 Anderson |

| Arbitri: | Martino Galasso (Siena) Giulio Giovannetti (Terni) Alessandro Costa (Livorno) |

|             |          |           |
| Anderson 18 | Punti    | 21 Little |
| Macchi 4    | Assist   | 6 Gorini  |
| Yacoubou 10 | Rimbalzi | 8 Brunson |

| Arbitri: | Matteo Boninsegna (Milano) Giulia Sartori (Venezia) Roberto Radaelli (Rho) |

|                 |          |             |
| Walker 16       | Punti    | 16 Pedersen |
| Gatti, Macchi 3 | Assist   | 5 Dotto     |
| Anderson 11     | Rimbalzi | 13 Wojta    |

| Arbitri: | Leonardo Solfanelli (Livorno) Alessio Fabiani (Altopascio) Davide Scudiero (Milano) |

|          |          |                       |
| Ugoka 21 | Punti    | 20 Anderson, Yacoubou |
| Zara 5   | Assist   | 2 Masciadri           |
| Ugoka 6  | Rimbalzi | 14 Yacoubou           |

| Arbitri: | Francesco Terranova (Ferrara) Daniele Alfio Foti (Milano) Chiara Maria Agnese Vanzini (Milano) |

|                       |          |            |
| quattro giocatrici 14 | Punti    | 9 Gianolla |
| Battisodo 5           | Assist   |            |
| Yacoubou 13           | Rimbalzi | 7 Favento  |

| Arbitri: | Paolo Lestingi (Anzio) Rosa Anna Nocera (Catanzaro) Simone Patti (Montesilvano) |

|               |          |                    |
| Dietrick 16   | Punti    | 22 Bestagno        |
| Wicijowski 4  | Assist   | 3 Battisodo        |
| Wicijowski 15 | Rimbalzi | 7 Anderson, Walker |

#### Girone di ritorno
| Arbitri: | Alessandro Tirozzi (Bologna) Alessandro Saraceni (Zola Predosa) Vito Modesto Stoppa (Ferrara) |

|                |          |             |
| Tagliamento 18 | Punti    | 23 Anderson |
| Tagliamento 5  | Assist   |             |
| Treffers 11    | Rimbalzi | 11 Yacoubou |

| Arbitri: | Federico Brindisi (Torino) Elena Colazzo (Milano) Andrea Chersicla (Oggiono) |

|                    |          |             |
| Prahalis 36        | Punti    | 18 Sottana  |
| Prahalis, Romano 3 | Assist   | 6 Battisodo |
| Milić 11           | Rimbalzi | 12 Anderson |

| Arbitri: | Sergio Noce (Latina) Alex D'Amato (Roma) Michele Gasparri (Pesaro) |

|                     |          |            |
| Anderson 30         | Punti    | 18 Simmons |
| Gatti 5             | Assist   | 3 Moroni   |
| Anderson, Walker 10 | Rimbalzi | 11 Tikvić  |

| Arbitri: | Jacopo Pazzaglia (Pesaro) Giampaolo Marota (San Benedetto del Tronto) Giacomo Dori (Mirano) |

|            |          |             |
| Burdick 24 | Punti    | 20 Yacoubou |
| Quinn 3    | Assist   | 6 Sottana   |
| Burdick 11 | Rimbalzi | 8 Anderson  |

| Arbitri: | Giulio Pepponi (Spello) Daniele Caruso (Pavia) Christian Mottola (Taranto) |

|                      |          |             |
| Růžičková 18         | Punti    | 14 Yacoubou |
| quattro giocatrici 2 | Assist   | 5 Sottana   |
| Christmas 9          | Rimbalzi | 10 Walker   |

| Arbitri: | Gianguido Vanni Degli Onesti Diletta Bandinelli (Siena) Riccardo Bianchini |

|             |          |                    |
| Anderson 22 | Punti    | 18 Anderson, Smith |
| Sottana 6   | Assist   | 5 Anderson         |
| Yacoubou 10 | Rimbalzi | 10 Smith           |

| Sesto San Giovanni 2 marzo 2016, ore 20:30 CET 20ª giornata | GEAS | 67 – 76 (15-16; 32-36; 50-58) referto | Famila Wuber Schio | PalaCarzaniga |

| Schio 5 marzo 2016, ore 19:00 CET 21ª giornata | Famila Wuber Schio | 84 – 71 (22-14; 49-37; 69-57) referto | Vigarano | Palasport Livio Romare |

| Ragusa 6 aprile 2016, ore 20:30 CEST 22ª giornata | Eirene Ragusa | 55 – 82 (10-22; 23-51; 40-71) referto | Famila Wuber Schio | PalaMinardi |

| Arbitri: | Mauro Moretti Leonardo Solfanelli William Raimondo |

|             |          |             |
| Dotto 20    | Punti    | 18 Anderson |
| Dotto 5     | Assist   |             |
| Pedersen 10 | Rimbalzi | 8 Yacoubou  |

| Schio 26 marzo 2016, ore 19:00 CET 24ª giornata | Famila Wuber Schio | 97 – 62 (23-7; 45-30; 72-47) referto | Basket Parma | Palasport Livio Romare |

| San Martino di Lupari 13 febbraio 2016, ore 18:00 CET 25ª giornata | San Martino | 63 – 73 (18-23; 37-41; 49-55) referto | Famila Wuber Schio | Palazzetto dello Sport |

| Arbitri: | Angelo Bramante Stefano Del Greco Giacomo Dori |

|                      |          |             |
| Anderson 23          | Punti    | 15 Dietrick |
| Macchi 6             | Assist   | 3 Baldelli  |
| Anderson, Bestagno 6 | Rimbalzi | 4 Bove      |

#### Play-off

##### Quarti di finale
| Arbitri: | Daniele Yang Yao (Vigasio) Valentina Del Monaco (Caserta) Alessandro Saraceni (Zola Predosa) |

|                              |          |                     |
| Anderson 15                  | Punti    | 16 Gray             |
| Gatti, Macchi, Zandalasini 4 | Assist   | 2 Boyd, Tagliamento |
| Walker, Yacoubou 10          | Rimbalzi | 8 Treffers          |

| Arbitri: | Marco Pierantozzi (Ascoli Piceno) Alessandro Costa (Livorno) Riccardo Bianchini (Bagno a Ripoli) |

|                   |          |             |
| Treffers, Gray 17 | Punti    | 22 Anderson |
| Gray 2            | Assist   | 3 Sottana   |
| Gray 24           | Rimbalzi | 11 Yacoubou |

##### Semifinale
| Arbitri: | Diletta Bandinelli (Siena) Stefano Ursi (Livorno) Corrado Triffiletti (Messina) |

|             |          |           |
| Walker 18   | Punti    | 23 Little |
| Macchi 4    | Assist   | 3 Gorini  |
| Yacoubou 10 | Rimbalzi | 9 Brunson |

| Arbitri: | Silvia Marziali (Roma) Alessandro Perciavalle (Torino) Pasquale Pecorella (Trani) |

|            |          |             |
| Brunson 20 | Punti    | 13 Yacoubou |
| González 2 | Assist   |             |
| Brunson 16 | Rimbalzi | 13 Yacoubou |

| Arbitri: | Elena Colazzo (Milano) Andrea Masi (Firenze) Marco Pierantozzi (Ascoli Piceno) |

|             |          |                    |
| Anderson 17 | Punti    | 17 Little          |
| Sottana 5   | Assist   | 4 González, Gorini |
| Walker 10   | Rimbalzi | 8 Brunson          |

##### Finale
La serie finale si disputa al meglio delle 5 gare.
| Arbitri: | Francesco Terranova Jacopo Pazzaglia Christian Mottola |

|                       |          |             |
| Pedersen 13 Harmon 12 | Punti    | 12 Anderson |
|                       | Assist   | 3 Anderson  |
| Wojta 10              | Rimbalzi | 13 Yacoubou |

| Arbitri: | Chiara Maschietto Silvia Marziali Angela Rita Castiglione |

|                         |          |             |
| Dotto 17                | Punti    | 25 Yacoubou |
| Crippa, Harmon, Wojta 2 | Assist   | 4 Sottana   |
| Wojta 7                 | Rimbalzi | 13 Yacoubou |

| Arbitri: | Elena Colazzo (Milano) Nicola Beneduce (Caserta) Pasquale Pecorella (Trani) |

|                              |          |                    |
| Anderson, Sottana, Walker 14 | Punti    | 14 Dotto 13 Harmon |
| Macchi 5                     | Assist   | 7 Dotto            |
| Yacoubou 14 Walker 12        | Rimbalzi | 10 Harmon          |

### Coppa Italia

#### Semifinale
| Arbitri: | Stefano Wassermann Giulio Giovannetti Daniela Bellamio |

|                     |          |             |
| Macchi, Yacoubou 13 | Punti    | 29 Harmon   |
| cinque giocatrici 3 | Assist   | 3 Dotto     |
| Yacoubou 8          | Rimbalzi | 16 Pedersen |

#### Finale
| Arbitri: | Chiara Maschietto (Treviso) Silvia Marziali (Roma) Angela Rita Castiglione (Palermo) |

|             |          |                    |
| Yacoubou 20 | Punti    | 22 Brunson, Little |
| Macchi 6    | Assist   | 5 Gorini           |
| Yacoubou 12 | Rimbalzi | 9 Brunson, Gorini  |

### Supercoppa italiana

#### Finale
| Arbitri: | Andrea Bongiorni (Pisa) Alessandro Perciavalle (Torino) Giulia Sartori (Arsiè) |

|             |          |                                   |
| Walker 17   | Punti    | 10 Erkič, Little, Mićović, Ndjock |
| Anderson 11 | Rimbalzi | 7 Little, Ndjock                  |

### EuroLega (Coppa Europea)

#### Regular Season (gruppo A)

##### Classifica
|    | Squadra              | P.ti | G  | V  | P  | PF   | PS   | DP   |
| -- | -------------------- | ---- | -- | -- | -- | ---- | ---- | ---- |
| 1. | Fenerbahçe           | 26   | 14 | 12 | 2  | 927  | 834  | +93  |
| 2. | Beretta Famila Schio | 24   | 14 | 10 | 4  | 1022 | 892  | +130 |
| 3. | Dinamo Kursk         | 24   | 14 | 10 | 4  | 1012 | 855  | +157 |
| 4. | Galatasaray          | 23   | 14 | 9  | 5  | 889  | 829  | +60  |
| 5. | Good Angels Košice   | 19   | 14 | 5  | 9  | 869  | 893  | -24  |
| 6. | Villeneuve d'Ascq    | 19   | 14 | 5  | 9  | 842  | 920  | -78  |
| 7. | CB Avenida           | 18   | 14 | 4  | 10 | 902  | 945  | -43  |
| 8. | Uniqa Sopron         | 15   | 14 | 1  | 13 | 844  | 1139 | -295 |

##### Girone di andata
| Arbitri: | Maka Kupatadze Vladan Sundic Ilias Kounelles |

|             |          |             |
| Çağlar 19   | Punti    | 16 Macchi   |
| Alben 5     | Assist   | 7 Sottana   |
| Dubljević 9 | Rimbalzi | 13 Anderson |

| Arbitri: | Nikolaos Somos Luka Kardum Boris Krejic |

|             |          |               |
| Anderson 20 | Punti    | 14 Krnjić     |
| Anderson 9  | Assist   | 6 Krnjić      |
| Ress 10     | Rimbalzi | 5 Fegyverneky |

| Arbitri: | Zoran Sutulovic Wojciech Liszka Yury Ihnatsyeu |

|                  |          |             |
| N. Ogwumike 27   | Punti    | 13 Yacoubou |
| Prince, Sapova 4 | Assist   | 5 Sottana   |
| N. Ogwumike 16   | Rimbalzi | 11 Anderson |

| Arbitri: | Jasmina Juras Bernard Vassallo Georgios Poursanidis |

|             |          |             |
| Anderson 25 | Punti    | 16 Ndour    |
| Walker 11   | Assist   | 3 Mărginean |
| Ress 4      | Rimbalzi | 8 Ndour     |

| Arbitri: | Marko Vuckovic Sonia Teixeira Dariusz Zapolski |

|              |          |             |
| Oblak 12     | Punti    | 13 Yacoubou |
| Žirková 6    | Assist   | 3 Macchi    |
| Langhorne 11 | Rimbalzi | 15 Walker   |

| Arbitri: | Mario Majkic Ilona Kucerova Jelena Smiljanic |

|                   |          |            |
| Yacoubou 21       | Punti    | 29 Quigley |
| Macchi, Sottana 4 | Assist   | 5 Vardarlı |
| Walker 9          | Rimbalzi | 9 Lavender |

| Arbitri: | Ognjen Jokic Marek Maliszewski Boris Krejic |

|           |          |                    |
| Amant 17  | Punti    | 18 Macchi          |
| Brémont 7 | Assist   | 8 Sottana          |
| Amant 11  | Rimbalzi | 9 Anderson, Walker |

##### Girone di ritorno
| Arbitri: | Grzegorz Ziemblicki Pedro Coelho Milan Nedovic |

|                      |          |                 |
| Sottana, Yacoubou 17 | Punti    | 16 Kizer        |
| Anderson 5           | Assist   | 8 Alben         |
| Macchi 7             | Rimbalzi | 7 Kizer, Yılmaz |

| Arbitri: | Jelena Tomic Boris Krejic Goran Sljivic |

|               |          |             |
| Crvendakić 17 | Punti    | 17 Yacoubou |
| Ciglar 7      | Assist   | 6 Anderson  |
| Crvendakić 6  | Rimbalzi | 13 Yacoubou |

| Arbitri: | Marius Ciulin Charalampos Karakatsounis Tomislav Vovk |

|             |          |               |
| Yacoubou 19 | Punti    | 23 Jēkabsone  |
| Sottana 8   | Assist   | 4 Jēkabsone   |
| Walker 11   | Rimbalzi | 8 N. Ogwumike |

| Arbitri: | Petr Hrusa Christoph Rohacky Nuno Monteiro |

|           |          |                      |
| Ndour 17  | Punti    | 10 Anderson          |
| Gemelos 6 | Assist   | 3 Masciadri, Sottana |
| Ndour 8   | Rimbalzi | 8 Anderson, Walker   |

| Arbitri: | Paulo Marques Anne Panther Georgios Poursanidis |

|                       |          |                         |
| Anderson 29           | Punti    | 20 Langhorne            |
| Walker, Zandalasini 3 | Assist   | 2 Bálintová, Jurčenková |
| Walker 7              | Rimbalzi | 10 Langhorne            |

| Arbitri: | Grzegorz Ziemblicki Jelena Tomic Omer Esteron |

|                                 |          |                       |
| Lavender 20                     | Punti    | 12 Anderson, Yacoubou |
| Çakır, Vardarlı 4               | Assist   | 5 Yacoubou            |
| Coleman, Lavender, Verameenka 7 | Rimbalzi | 11 Yacoubou           |

| Arbitri: | Janusz Calik Ventsislav Velikov Stanislav Kucera |

|                           |          |                    |
| Yacoubou 26               | Punti    | 15 Gomis-Halilović |
| Macchi, Sottana, Walker 4 | Assist   | 3 Mahoney          |
| Zandalasini 6             | Rimbalzi | 8 Gaye             |

#### Play-off

##### Quarti di finale
| Arbitri: | Anne Panther Milan Nedovic Andrada Monika Csender |

|                       |          |                   |
| Anderson 13 Walker 12 | Punti    | 23 Vaughn         |
| Anderson 4            | Assist   | 6 Palau, Petrović |
| Yacoubou 9            | Rimbalzi | 11 Vaughn         |

| Arbitri: | Emin Mogulkoc Evgeny Vetrov Haydn Jones |

|             |          |                       |
| Elhotová 24 | Punti    | 16 Masciadri          |
| Palau 9     | Assist   | 2 Anderson, Masciadri |
| Petrović 12 | Rimbalzi | 8 Anderson            |

## Statistiche

### Statistiche di squadra
| Competizione        | Punti | In casa | In casa | In casa | In casa | In casa | In trasferta | In trasferta | In trasferta | In trasferta | In trasferta | Totale | Totale | Totale | Totale | Totale | Totale |
| Competizione        | Punti | G       | V       | P       | Ptf     | Pts     | G            | V            | P            | Ptf          | Pts          | G      | V      | P      | Ptf    | Pts    | Diff.  |
| ------------------- | ----- | ------- | ------- | ------- | ------- | ------- | ------------ | ------------ | ------------ | ------------ | ------------ | ------ | ------ | ------ | ------ | ------ | ------ |
| Serie A1            | 46    | 12      | 10      | 2       | 1035    | 744     | 14           | 13           | 1            | 1084         | 849          | 26     | 23     | 3      | 2119   | 1593   | +526   |
| Play-off            | -     | 4       | 4       | 0       | 317     | 235     | 4            | 3            | 1            | 255          | 238          | 8      | 7      | 1      | 572    | 473    | +99    |
| Coppa Italia        | -     | 2       | 1       | 1       | 135     | 130     | -            | -            | -            | -            | -            | 2      | 1      | 1      | 135    | 130    | +5     |
| Supercoppa italiana | -     | 1       | 1       | 0       | 83      | 54      | -            | -            | -            | -            | -            | 1      | 1      | 0      | 83     | 54     | +29    |
| EuroLega            | 24    | 7       | 5       | 2       | 554     | 457     | 7            | 5            | 2            | 468          | 435          | 14     | 10     | 4      | 1022   | 892    | +130   |
| EuroLega (Play-off) | -     | 1       | 0       | 1       | 56      | 68      | 1            | 0            | 1            | 53           | 86           | 2      | 0      | 2      | 109    | 154    | -45    |
| Totale              | 70    | 27      | 21      | 6       | 2180    | 1688    | 26           | 21           | 5            | 1860         | 1608         | 53     | 42     | 11     | 4040   | 3296   | +744   |

### Andamento in campionato
| Giornata  | 1 | 2 | 3 | 4 | 5 | 6 | 7 | 8 | 9 | 10 | 11 | 12 | 13 | 14 | 15 | 16 | 17 | 18 | 19 | 20 | 21 | 22 | 23 | 24 | 25 | 26 |
| --------- | - | - | - | - | - | - | - | - | - | -- | -- | -- | -- | -- | -- | -- | -- | -- | -- | -- | -- | -- | -- | -- | -- | -- |
| Luogo     | T | C | T | C | C | T | C | T | C | C  | T  | C  | T  | C  | T  | C  | T  | T  | C  | T  | C  | T  | T  | C  | T  | C  |
| Risultato | V | V | V | V | V | V | V | V | P | P  | V  | V  | V  | V  | V  | V  | V  | P  | V  | V  | V  | V  | V  | V  | V  | V  |
| Posizione | 4 | 1 | 1 | 1 | 1 | 1 | 1 | 1 | 3 | 3  | 3  | 3  | 3  | 3  | 3  | 3  | 3  | 3  | 3  | 3  | 3  | 2  | 2  | 2  | 2  | 2  |

Legenda:

Luogo: C = Casa; T = Trasferta. Risultato: V = Vittoria; N = Pareggio; P = Sconfitta.

### Statistiche delle giocatrici
- Totale di: Campionato (stagione regolare e play-off),[13] Coppa Italia[14] e Supercoppa.[15]

| Giocatrice          | Partite | Partite | Partite | Pun | Min. | Falli | Falli | Tiri da 2 | Tiri da 2 | Tiri da 2 | Tiri da 3 | Tiri da 3 | Tiri da 3 | Tiri Liberi | Tiri Liberi | Tiri Liberi | Rimbalzi | Rimbalzi | Rimbalzi | Stopp. | Stopp. | Palle | Palle | Ass | Val. | Val.   | A+dP |
| Giocatrice          | Pr      | PG      | SF      | Pun | Min. | C     | S     | R         | T         | %         | R         | T         | %         | R           | T           | %           | O        | D        | T        | D      | S      | P     | R     | Ass | Lega | OER    | A+dP |
| ------------------- | ------- | ------- | ------- | --- | ---- | ----- | ----- | --------- | --------- | --------- | --------- | --------- | --------- | ----------- | ----------- | ----------- | -------- | -------- | -------- | ------ | ------ | ----- | ----- | --- | ---- | ------ | ---- |
| Jolene Anderson     | 37      | 36      | 33      | 548 | 1013 | 37    | 45    | 105       | 219       | 47,9      | 101       | 218       | 46,3      | 35          | 42          | 83,3        | 79       | 170      | 249      | 5      | 5      | 51    | 51    | 53  | 620  | 104,32 | 53   |
| Isabelle Yacoubou   | 28      | 28      | 27      | 397 | 707  | 65    | 103   | 148       | 293       | 50,5      | 4         | 18        | 22,2      | 89          | 119         | 74,8        | 69       | 200      | 269      | 17     | 12     | 69    | 37    | 30  | 518  | 91,21  | -2   |
| Ashley Walker       | 33      | 33      | 29      | 370 | 898  | 68    | 69    | 147       | 285       | 51,6      | 1         | 3         | 33,3      | 73          | 84          | 86,9        | 94       | 147      | 241      | 25     | 10     | 52    | 51    | 33  | 508  | 93,88  | 32   |
| Giorgia Sottana     | 37      | 37      | 15      | 304 | 722  | 73    | 58    | 79        | 176       | 44,9      | 39        | 108       | 36,1      | 29          | 34          | 85,3        | 6        | 66       | 72       | 7      | 1      | 88    | 32    | 92  | 232  | 76,27  | 36   |
| Laura Macchi        | 36      | 32      | 21      | 277 | 705  | 60    | 65    | 72        | 119       | 60,5      | 32        | 96        | 33,3      | 37          | 53          | 69,8        | 19       | 101      | 120      | 10     | 4      | 61    | 39    | 69  | 328  | 78,53  | 47   |
| Martina Bestagno    | 37      | 33      | 9       | 239 | 497  | 32    | 100   | 68        | 113       | 60,2      | 4         | 10        | 40,0      | 91          | 114         | 79,8        | 28       | 67       | 95       | 7      | 7      | 28    | 33    | 12  | 345  | 79,76  | 17   |
| Raffaella Masciadri | 37      | 36      | 7       | 208 | 721  | 60    | 37    | 25        | 62        | 40,3      | 47        | 112       | 42,0      | 17          | 25          | 68,0        | 15       | 56       | 71       | 5      | 3      | 42    | 30    | 22  | 158  | 92,38  | 10   |
| Giulia Gatti        | 37      | 37      | 17      | 174 | 677  | 48    | 52    | 47        | 103       | 45,6      | 18        | 55        | 32,7      | 26          | 35          | 74,3        | 8        | 45       | 53       | 2      | 3      | 62    | 32    | 80  | 178  | 70,38  | 50   |
| Cecilia Zandalasini | 36      | 34      | 13      | 165 | 516  | 53    | 27    | 66        | 137       | 48,2      | 2         | 22        | 9,1       | 27          | 31          | 87,1        | 11       | 57       | 68       | 6      | 3      | 50    | 24    | 41  | 130  | 58,00  | 15   |
| Kathrin Ress        | 34      | 28      | 7       | 104 | 466  | 60    | 32    | 37        | 86        | 43,0      | 2         | 11        | 18,2      | 24          | 37          | 64,9        | 34       | 83       | 117      | 16     | 5      | 22    | 18    | 18  | 147  | 53,09  | 14   |
| Valeria Battisodo   | 36      | 23      | 5       | 65  | 298  | 32    | 27    | 13        | 30        | 43,3      | 9         | 27        | 33,3      | 12          | 18          | 66,7        | 5        | 26       | 31       | 3      | 1      | 26    | 22    | 51  | 99   | 36,36  | 47   |
| Eva Lisec           | 14      | 13      | 2       | 58  | 205  | 23    | 10    | 28        | 53        | 52,8      | 0         | 1         | 0,0       | 2           | 6           | 33,3        | 27       | 36       | 63       | 5      | 5      | 16    | 14    | 11  | 87   | 62,50  | 9    |

- EuroLega: stagione regolare e play-off

| Giocatrice          | Partite | Partite | Partite | Pun | Min. | Falli | Falli | Tiri da 2 | Tiri da 2 | Tiri da 2 | Tiri da 3 | Tiri da 3 | Tiri da 3 | Tiri Liberi | Tiri Liberi | Tiri Liberi | Rimbalzi | Rimbalzi | Rimbalzi | Stopp. D | Palle | Palle | Ass |
| Giocatrice          | Pr      | PG      | SF      | Pun | Min. | C     | S     | R         | T         | %         | R         | T         | %         | R           | T           | %           | O        | D        | T        | Stopp. D | P     | R     | Ass |
| ------------------- | ------- | ------- | ------- | --- | ---- | ----- | ----- | --------- | --------- | --------- | --------- | --------- | --------- | ----------- | ----------- | ----------- | -------- | -------- | -------- | -------- | ----- | ----- | --- |
| Isabelle Yacoubou   | 15      | 15      | 14      | 211 | 382  | 34    | 45    | 83        | 167       | 49,7      | 3         | 20        | 15,0      | 36          | 48          | 75,0        | 43       | 56       | 99       | 15       | 25    | 13    | 17  |
| Jolene Anderson     | 16      | 16      | 16      | 191 | 496  | 18    | 25    | 50        | 118       | 42,4      | 26        | 82        | 31,7      | 13          | 19          | 68,4        | 33       | 81       | 114      | 2        | 18    | 18    | 40  |
| Ashley Walker       | 16      | 16      | 15      | 164 | 471  | 49    | 37    | 68        | 146       | 46,6      |           |           |           | 28          | 38          | 73,7        | 59       | 61       | 120      | 18       | 29    | 39    | 28  |
| Giorgia Sottana     | 16      | 16      | 11      | 146 | 397  | 28    | 42    | 39        | 102       | 38,2      | 15        | 46        | 32,6      | 23          | 29          | 79,3        | 3        | 29       | 32       | 3        | 50    | 6     | 61  |
| Laura Macchi        | 15      | 13      | 8       | 118 | 307  | 27    | 34    | 23        | 49        | 46,9      | 18        | 44        | 40,9      | 18          | 20          | 90,0        | 7        | 32       | 39       | 5        | 23    | 9     | 28  |
| Raffaella Masciadri | 16      | 16      | 1       | 88  | 312  | 25    | 19    | 11        | 36        | 30,6      | 19        | 47        | 40,4      | 9           | 10          | 90,0        | 1        | 14       | 15       | 1        | 8     | 4     | 16  |
| Cecilia Zandalasini | 16      | 15      | 7       | 51  | 199  | 23    | 16    | 16        | 35        | 45,7      | 2         | 9         | 22,2      | 13          | 18          | 72,2        | 10       | 25       | 35       | 3        | 15    | 7     | 11  |
| Giulia Gatti        | 16      | 16      | 5       | 50  | 245  | 18    | 27    | 16        | 42        | 38,1      | 3         | 14        | 21,4      | 9           | 12          | 75,0        | 3        | 17       | 20       | 0        | 22    | 3     | 17  |
| Kathrin Ress        | 15      | 13      | 2       | 47  | 198  | 28    | 20    | 13        | 30        | 43,3      | 4         | 13        | 30,8      | 9           | 14          | 64,3        | 15       | 35       | 50       | 4        | 15    | 7     | 13  |
| Eva Lisec           | 16      | 12      | 1       | 46  | 136  | 11    | 6     | 22        | 38        | 57,9      |           |           |           | 2           | 4           | 50,0        | 14       | 21       | 35       | 0        | 6     | 4     | 4   |
| Martina Bestagno    | 16      | 9       |         | 16  | 54   | 13    | 5     | 6         | 11        | 54,5      | 0         | 1         | 0,0       | 4           | 5           | 80,0        | 3        | 10       | 13       | 0        | 5     | 2     | 2   |
| Valeria Battisodo   | 16      | 2       |         | 3   | 29   | 6     | 3     | 0         | 3         | 0,0       | 1         | 2         | 50,0      |             |             |             | 1        | 4        | 5        | 1        | 2     | 2     | 5   |